# Where I Should Be
Where I Should Be es el sexto álbum de estudio de Peter Frampton, publicado en 1979. El álbum fue certificado como disco de oro y produjo el exitoso sencillo "I Can't Stand It No More", el cual alcanzó la posición # 14 en las listas de éxitos.

## Lista de canciones
1. "I Can't Stand It No More" (4:14)
2. "Got My Feet Back on the Ground" (Frampton, Rodney Eckerman) (3:57)
3. "Where I Should Be (Monkey's Song)" (4:30)
4. "Everything I Need" (Frampton, Bob Mayo) (5:13)
5. "May I Baby" (Isaac Hayes, David Porter) (3:37)
6. "You Don't Know Like I Know" (Isaac Hayes, David Porter) (3:15)
7. "She Don't Reply" (3:39)
8. "We've Just Begun" (Frampton, Bob Mayo) (5:26)
9. "Take Me by the Hand" (4:13)
10. "It's a Sad Affair" (4:20)

- Todas las canciones escritas por Peter Frampton, excepto donde se indique.

## Listas de éxitos

### Álbum
| Año  | Lista      | Posición |
| ---- | ---------- | -------- |
| 1979 | Pop Albums | 32       |

### Sencillo
| Año  | Sencillo                | Lista       | Posición |
| ---- | ----------------------- | ----------- | -------- |
| 1979 | "I Can't Stand No More" | Pop Singles | 14       |